# Kivano
Kivano (znanstveno ime Cucumis metuliferus), tudi »afriška bučka« ali afriška kumara«, je vrsta kumare, ki spada v družino bučevk in izvira iz območij puščave Kalahari.
Rastlina je enoletna vzpenjalka, ki v naravi raste med grmičevjem. Na divje rastočih rastlinah so plodovi grenki. Cvetovi in listi so podobni kot pri kumari. Plodovi imajo na površini trnaste izrastke, ki predstavljajo zaščito pred rastlinojedci, potem pa se odebelijo, tudi sredica. Zreli plodovi so oranžnorumeni.
Ime kivano (angleško kiwano) so ji dali na Novi Zelandiji, ko so jo začeli gojiti v nasadih. Žlantnjene vrste imajo fin okus, podoben kiviju, banani, limoni in meloni. Kivano dobro uspeva na toplih in zaščitenih legah, raste na opori.

### Kivano ni križanec
Zaradi nenavadnega videza bodičaste oranžne lupine in želatinaste zelene sredice se pogosto zmotno domneva, da je kivano križanec. Kivano ima tudi eksotičen okus,  kar še dodatno prispeva k napačnemu vtisu.